# Chrispijn van den Broeck

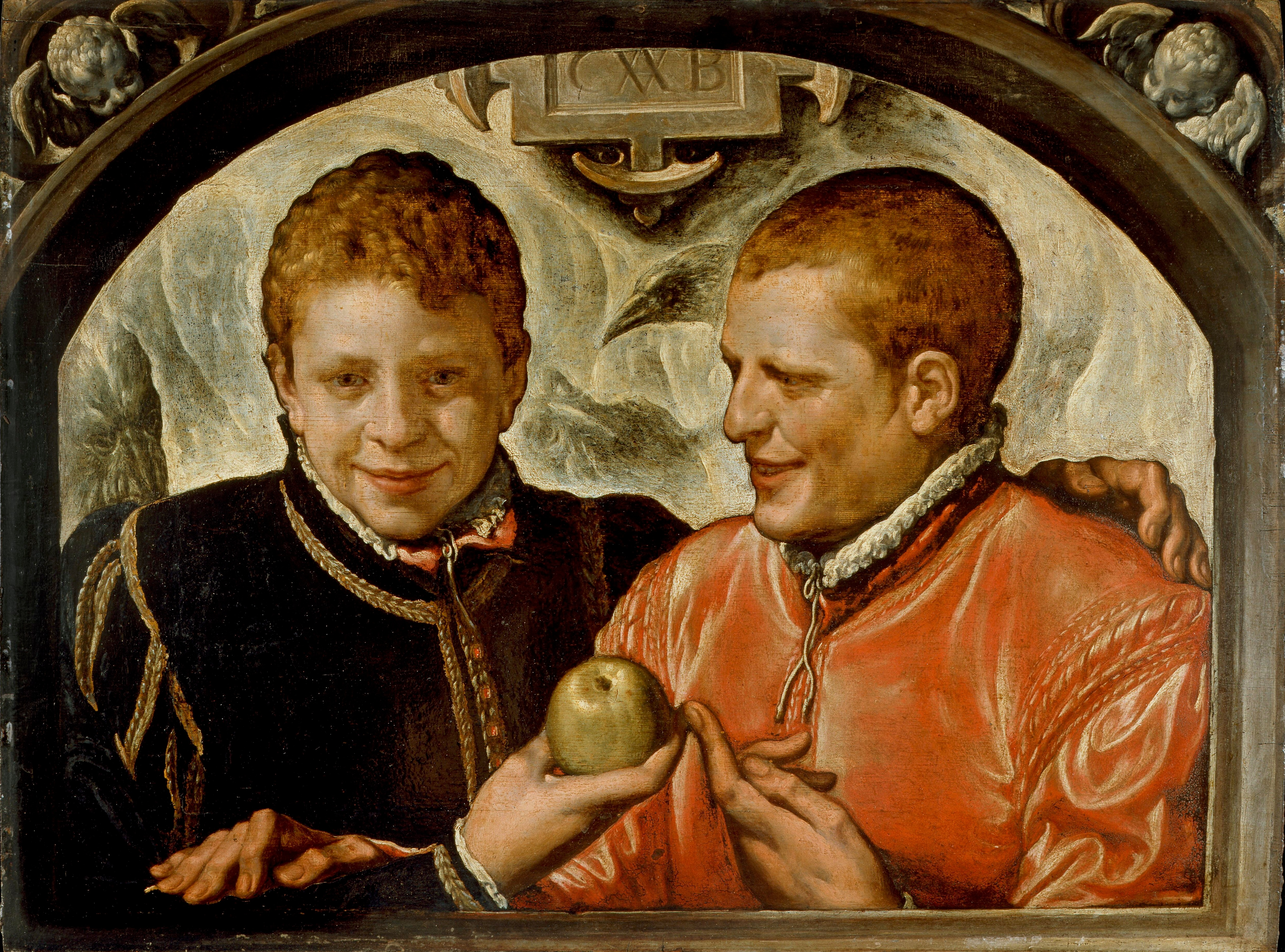
Twee jonge mannen
The Fitzwilliam Museum, Cambridge, Engeland

Chrispijn van den Broeck (Mechelen, 1523 of 1524-1591?) was een Zuid-Nederlandse kunstschilder, tekenaar en graveur. Voor zijn voornaam wordt ook gegeven Chrispin, Crispin en Crispiaen.

## Biografie
Hij werd geboren in Mechelen. Zijn vader Jan van den Broeck was schilder; diens drie zonen Willem, Chrispijn en Hendrik traden in hun vaders voetsporen. Chrispijn heeft waarschijnlijk les gekregen van zijn vader en van Frans Floris.
Hij werd als kunstmeester lid van het Antwerpse Gilde van Sint Lucas in 1555–6. In 1559 verhuisde hij naar Antwerpen, waar hij in 1561 een stuk land kocht in de Gasthuisbeemden, een nieuwe wijk waar ook Frans Floris en Hieronymus Cock kwamen te wonen.
In Antwerpen werkte hij onder meer samen met Frans Floris tot aan diens dood in 1570. Volgens Karel van Mander hebben Van den Broeck en Frans Pourbus (I) een altaarstuk voor de Grand-Prior van Spanje voltooid, dat ten tijde van het overlijden van Floris nog niet klaar was.
Vanaf 1566 maakte hij kopergravures ter illustratie van boeken die door Christoffel Plantijn werden gedrukt, zoals werk van de Spaanse theoloog Benedictus Arias Montanus. Hij ontwierp ook de decoraties die gebruikt werden bij de intocht van aartshertogin Anna van Oostenrijk (1570) en de hertog van Anjou (1582). Tussen 1585 en 1588 werkte Van den Broeck in Middelburg.
Van Mander vermeldde dat Chrispijn van den Broek ook een goed uitvinder en architect was.
Een van zijn leerlingen was zijn dochter Barbara (1560-?), die hij lessen in graveren heeft gegeven. Een andere leerling was Gillis Mostaert (1528-1598).
De schilder stierf, vermoedelijk in Antwerpen, in 1590 of uiterlijk op 6 februari 1591.

## Het schilderijTwee jonge mannen
Over het afgebeelde schilderij is veel geschreven. Zo zou het feit dat de ene jongen een appel geeft aan de andere jongen een 'zondige' toespeling zijn op Adam en Eva. Ook zou de appel kunnen verwijzen naar het mythologische verhaal over Paris en Helena. Het schilderij wordt dan ook soms geduid als een afbeelding van homoseksuele liefde. Dat lijkt erg onwaarschijnlijk. In de tijd van Van den Broeck stonden burgerlijke en geestelijke gezagsdragers zodanig compromisloos tegenover homoseksualiteit, dat een schilder er wel voor waakte om daarop toespelingen te maken. Eerder lijkt het te gaan om twee broers: de kleur van het haar en de vorm van de gezichten van beide jongens komen sterk overeen.
Op het schilderij worden wel symbolen van de dood gebruikt, zoals de raaf of kraai, de twee uilenkoppen en de bovenste afdekking (met het monogram CVAB) die doet denken aan beeldhouwwerk op een graf. Vermoedelijk heeft de schilder een contrast tussen de zorgeloze jeugd en de op de loer liggende dood willen weergeven.